# Krejcar

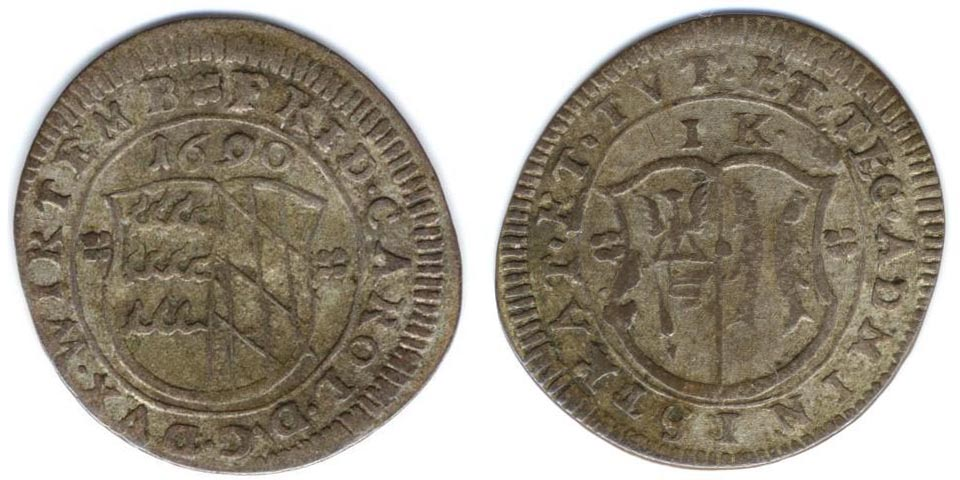
Krejcar z roku 1690

Krejcar (z něm. Kreuzer – mince s křížem) byla původně stříbrná mince ražená od roku 1271 v jihotyrolském Meranu. Od roku 1559 platil v jihoněmeckých státech převodní vztah 1 gulden = 60 krejcarů = 252 feniků (později 240 feniků).
V českých zemích byl krejcar zaveden roku 1561 za vlády Ferdinanda I. Jako drobná mince platil v habsburské monarchii až do zavedení korunové měny v roce 1892 (od roku 1857 s převodním vztahem 1 gulden/florin = 100 krejcarů).
Byl zároveň první mincí, která přešla z ražby stříbrné na ražbu bronzovou.

## Přehled ražeb krejcaru a jeho dílů
| panovník            | hodnota                        | kov           | průměr (mm) | hmotnost (g)            | ročníky                                  |
| ------------------- | ------------------------------ | ------------- | ----------- | ----------------------- | ---------------------------------------- |
| František Lotrinský | 1/2 K                          | Cu            | 21,5        | 5,36                    | bez letopočtu, 1764                      |
|                     | krejcar                        | Cu            | 25 - 26     | 11,38                   | 1749, 1760, 1761, 1762, 1763, 1764, 1765 |
| Josef II.           | 1/4 krejcar                    | Cu            | 20          | 3,3                     | 1772, 1777                               |
|                     | 1/4 krejcar                    | Cu            | 17,5        | 1,7                     | 1781, 1782, 1783, 1785, 1790             |
|                     | 1/4 krejcar (Přední Rakousko)  | Cu            | 18 - 19     | 1,8                     | 1783, 1784, 1789, 1790                   |
|                     | 1/2 krejcar                    | Cu            | 20 - 22     | 5,36                    | 1772, 1773, 1774, 1775, 1776, 1779       |
|                     | 1/2 krejcar                    | Cu            | 21 - 22     | 3,4 - 3,9               | 1780, 1781, 1782, 1783, 1790             |
|                     | 1/2 krejcar (Přední Rakousko)  | Cu            | 19 - 20     | 3,5                     | 1784, 1789                               |
|                     | krejcar                        | Cu            | 25 - 26     | 11,38 (7,77 od r. 1779) | 1772, 1773, 1774, 1775, 1779, 1780       |
|                     | krejcar                        | Cu            | 23 - 25     | 6,5 - 7,5               | 1780, 1781, 1782, 1788, 1790             |
|                     | krejcar (Přední Rakousko)      | Cu            | 23,5        | 5,5 - 6,5               | 1783, 1784, 1788, 1789                   |
|                     | III. krejcar (Přední Rakousko) | Ag 312,5/1000 | 19          | 1,34                    | 1785, 1786, 1787                         |
|                     | VI. krejcar (Přední Rakousko)  | Ag 375/1000   | 21          | 2,93                    | 1785, 1786, 1787, 1788                   |
| Leopold II.         | 1/2 krejcar                    | Cu            | 23,5        | 3,5 - 3,8               | 1791, 1792                               |
|                     | krejcar                        | Cu            | 23,5 - 24   | 6,7 - 7,5               | 1791, 1792                               |
|                     | III. krejcar                   | Ag 312,5/1000 | 19          | 1,34                    | 1791, 1792                               |

pozn. uvedeny mince na nichž je uvedena hodnota Kreuzer nebo zkratka K